# Wiener Abendzeitung
Die Wiener Abendzeitung war eine österreichische Zeitschrift, die ausschließlich im Jahr 1848 erschienen ist. Sie galt als Ergänzungsblatt der Sonntagsblätter. Sie wurde am 27. März eingeführt und bereits nach sieben Monaten (am 24. Oktober) wieder eingestellt. Die Wiener Abendzeitung erschien täglich außer Sonntags. Redakteur der Zeitung war Ludwig August Frankl, Erscheinungsort war Wien.